# Melodinus suaveolens
Melodinus suaveolens är en oleanderväxtart som först beskrevs av Henry Fletcher Hance, och fick sitt nu gällande namn av Champion och George Bentham. Melodinus suaveolens ingår i släktet Melodinus och familjen oleanderväxter. Inga underarter finns listade i Catalogue of Life.